# Шамусе
Шамусе (фр. Chamousset) насеље је и општина у источној Француској у региону Рона-Алпи, у департману Савоја која припада префектури Шамбери.
По подацима из 2011. године у општини је живело 572 становника, а густина насељености је износила 90,65 становника/km². Општина се простире на површини од 6,31 km². Налази се на средњој надморској висини од 311 метар (максималној 325 m, а минималној 280 m).

## Демографија
| 1962. | 1968. | 1975. | 1982. | 1990. | 1999. | 2011. |
| ----- | ----- | ----- | ----- | ----- | ----- | ----- |
| 241   | 252   | 303   | 321   | 373   | 383   | 572   |

График промене броја становника у току последњих година